# Distrito de Bonyhád
El distrito de Bonyhád (húngaro: Bonyhádi járás) es un distrito húngaro perteneciente al condado de Tolna.
En 2013 su población era de 31 582 habitantes. Su capital es Bonyhád.

## Municipios
El distrito tiene 2 ciudades (en negrita) y 23 pueblos.
Ciudades
- Bonyhád
- Nagymányok

Pueblos
- Aparhant
- Bátaapáti
- Bonyhádvarasd
- Cikó
- Felsőnána
- Grábóc
- Györe
- Izmény
- Kakasd
- Kéty
- Kisdorog
- Kismányok
- Kisvejke
- Lengyel
- Mórágy
- Mőcsény
- Mucsfa
- Murga
- Nagyvejke
- Tevel
- Váralja
- Závod
- Zomba